# Sânpaul (Mureș)
Sânpaul (Hongaars: Kerelőszentpál, Romani: Sanpala) is een comună in het district Mureș, Transsylvanië, Roemenië. Het is opgebouwd uit vijf dorpen, namelijk: Chirileu, Dileu Nou, Sânmărghita, Sânpaul (Hongaars: Kerelőszentpál) en Valea Izvoarelor.
De gemeente is gelegen op 19 kilometer ten westen van de stad Târgu Mureș (Hongaars: Marosvásárhely) en vormt met een gemixte Roemeense, Hongaarse en Romabevolking  een van de meest westelijke delen van het Szeklerland in de overgang naar de vrijwel geheel Roemeense gemeenten westelijker van Sânpaul. 
Door de gemeente stroomt de rivier de Mureș en verder doorkruist de autosnelweg A3 de gemeente.  
Belangrijkste bezienswaardigheden zijn het Haller Kasteel (nu in ruïneuze staat) en de Rooms Katholieke kerk uit de veertiende eeuw.

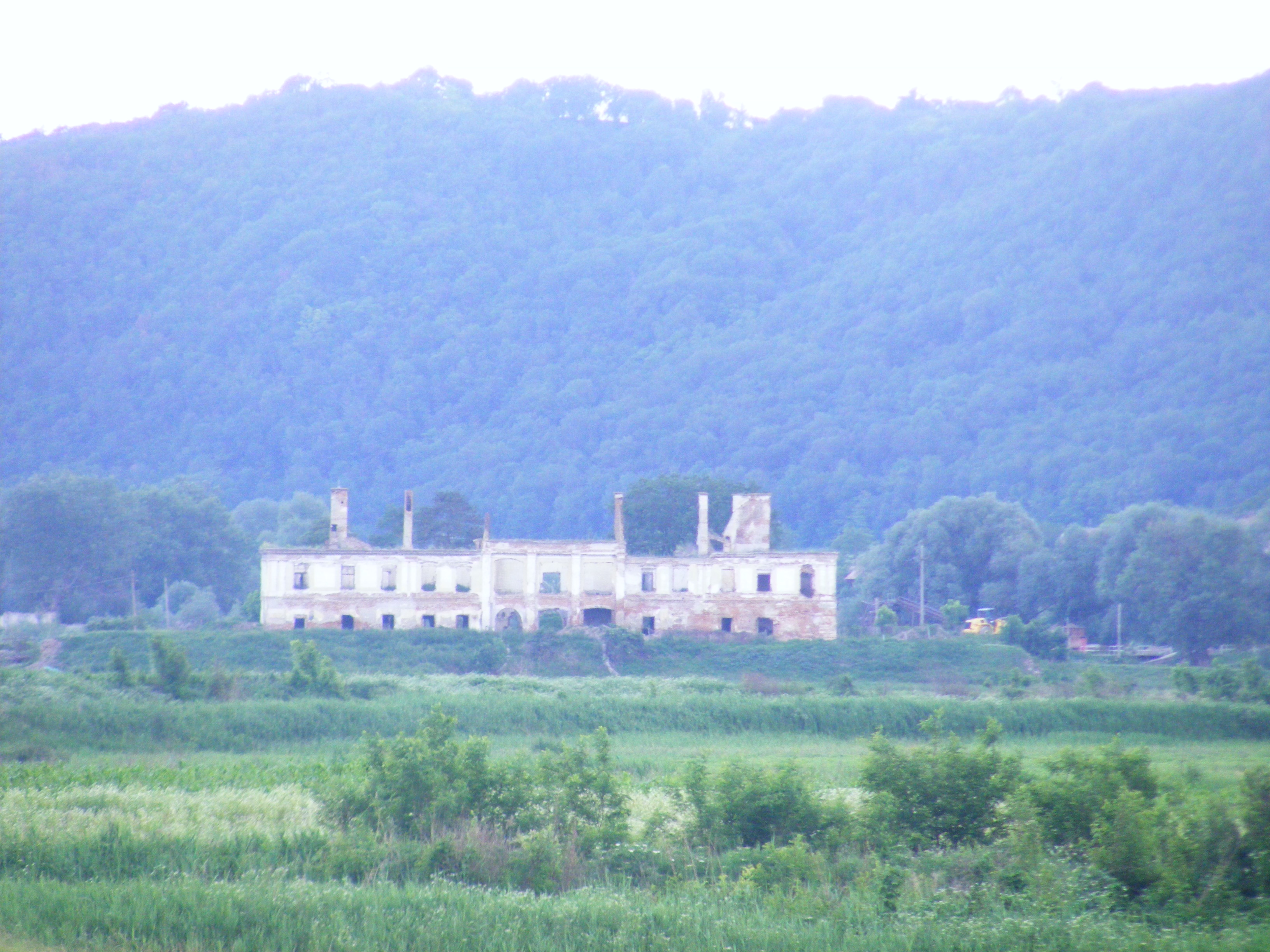
Ruïne van het Haller kasteel
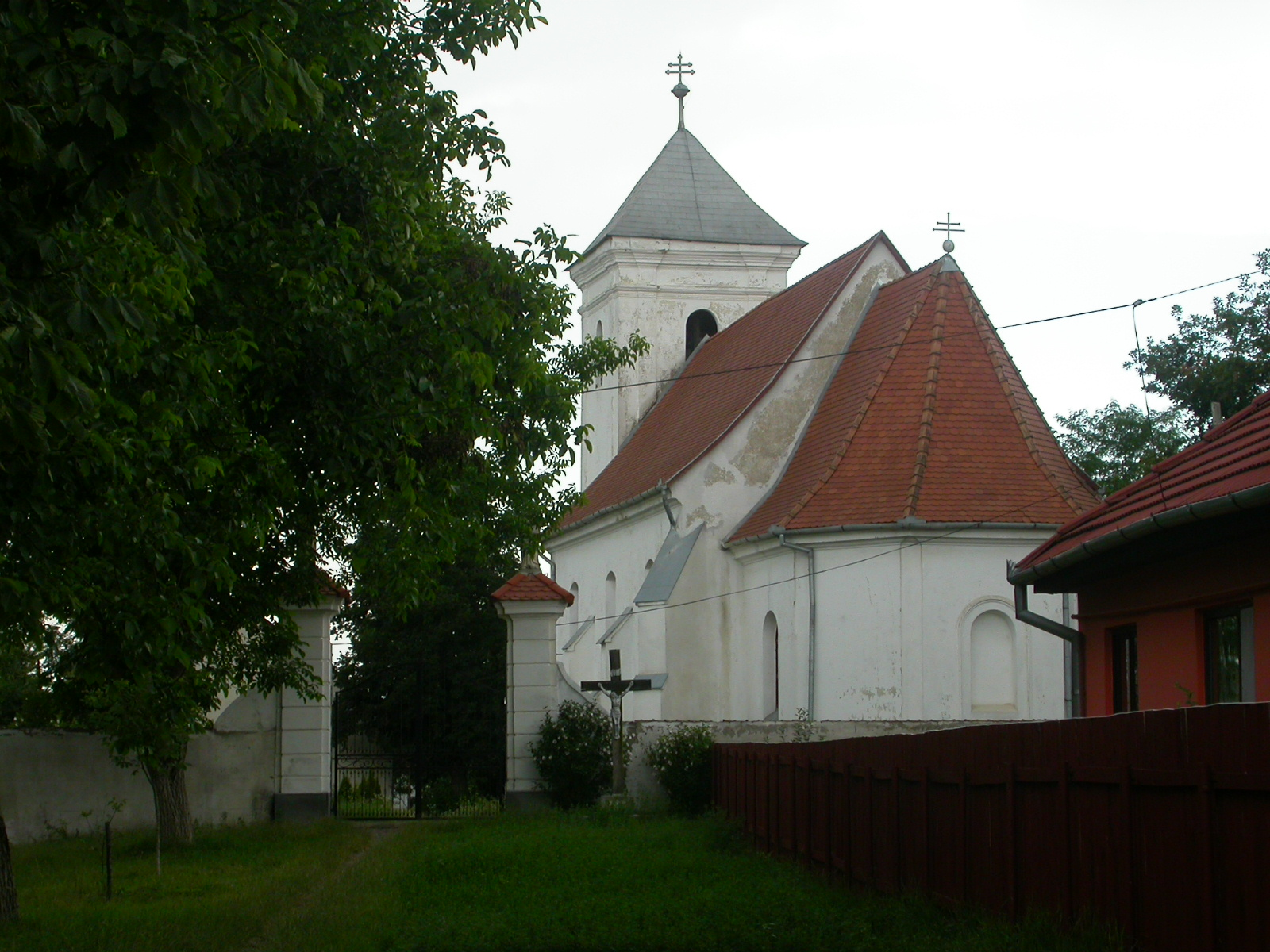
Rooms Katholieke Kerk
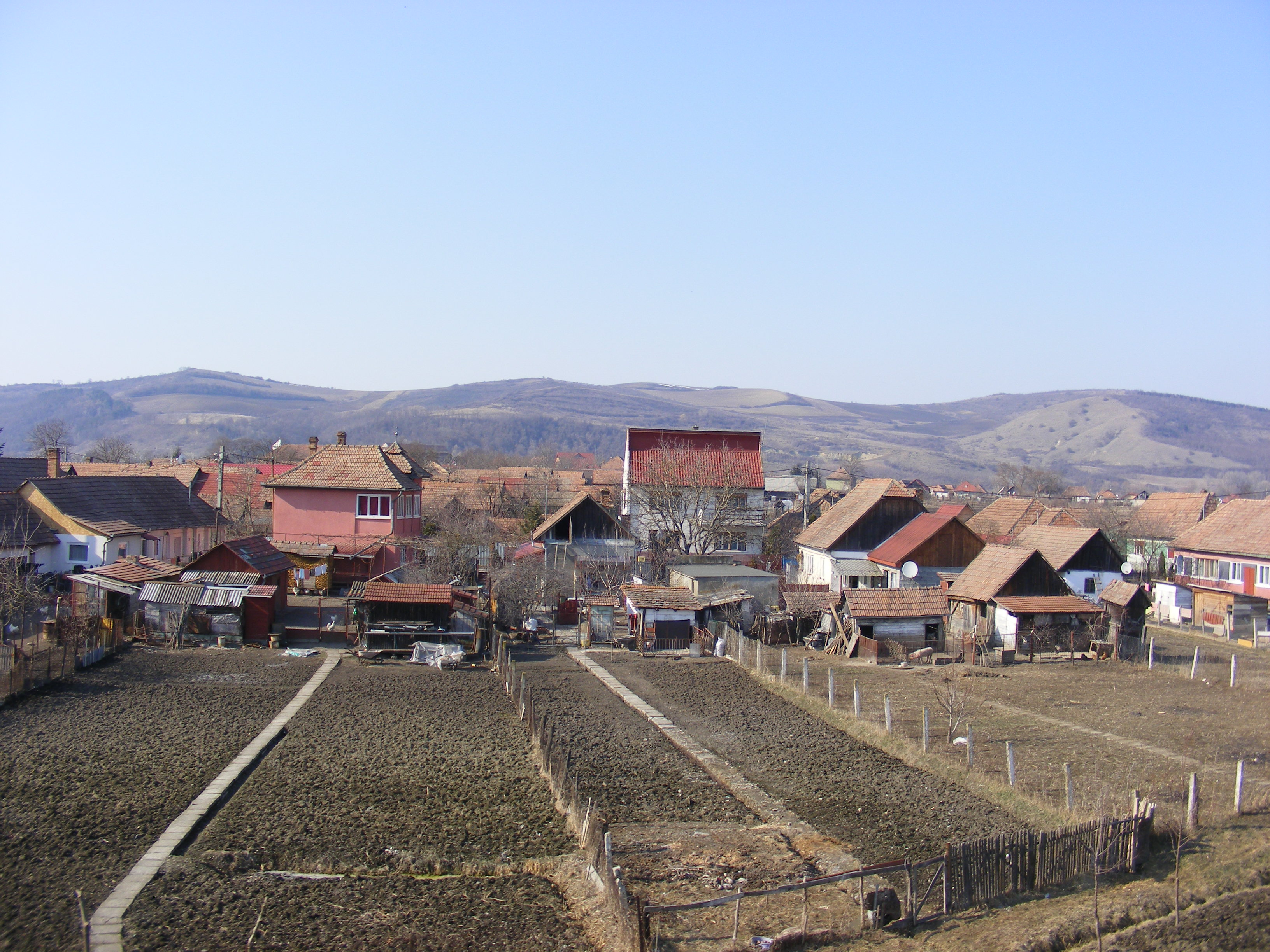
Dorpsgezicht met huizen
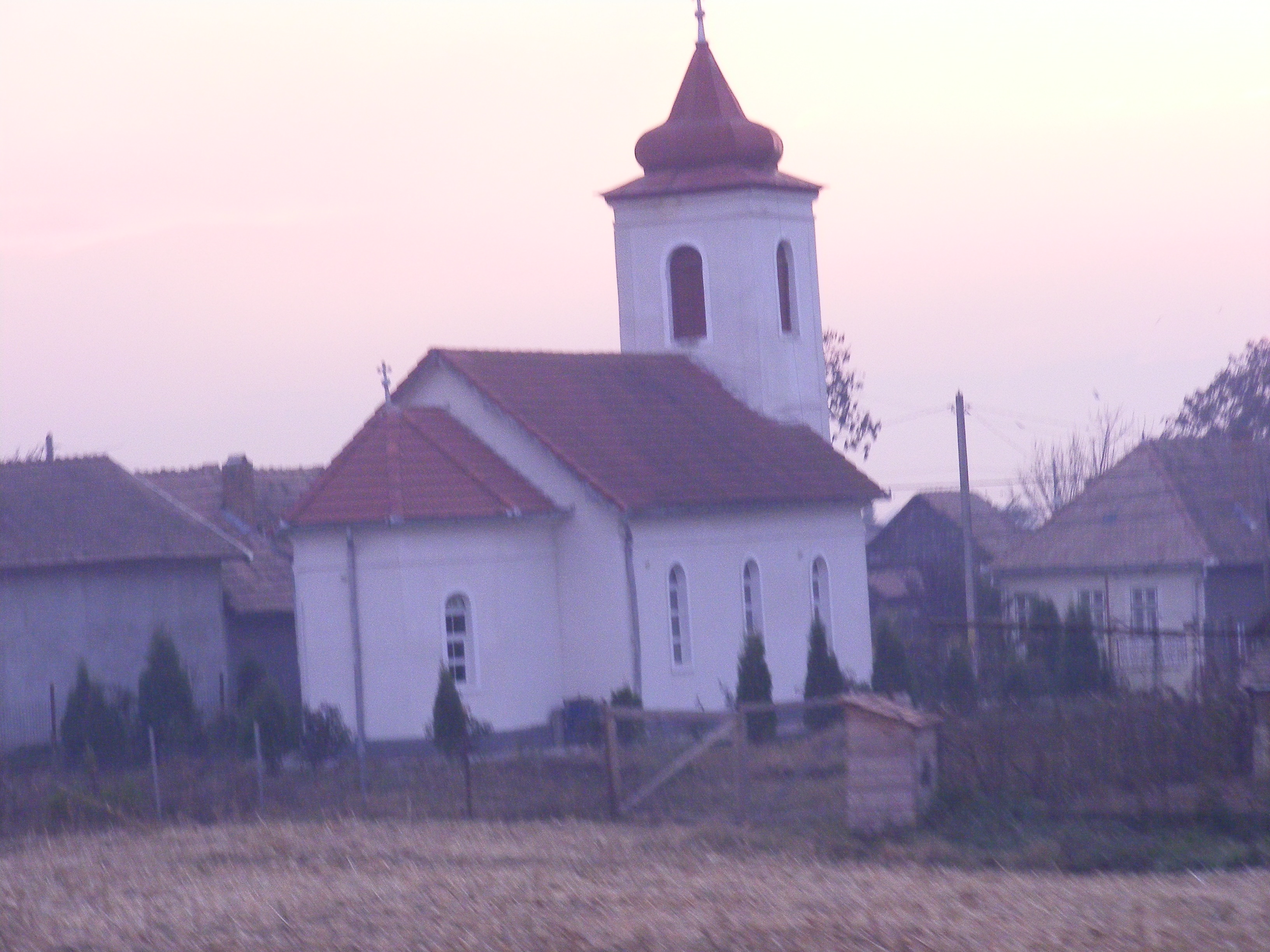
Roemeens Orthodoxe kerk

## Bevolkingssamenstelling
In 2011 had de gemeente 4233 inwoners waarvan 1309 Roemenen, 1466 Hongaren en 1308 Roma. De Hongaren vormen de relatieve meerderheid in de gemeente met 34,6% van de bevolking.
Bevolkingssamenstelling per dorp:
- Sânpaul (Kerelőszentpál) 	1 754 inwoners 	456 Hongaren (26,9%)
- Valea Izvoarelor (Búzásbesenyő) 	1 158 inwoners 	843 Hongaren (75,1%)
- Chirileu (Kerelő) 	896 inwoners 	13 Hongaren	(1,5%)
- Sânmărghita (Mezőszentmargita) 	242 inwoners 	9 Hongaren (4%)
- Dileu Nou (Magyardellő )	183 inwoners 	145 Hongaren (79,7%)